# В обсерваторії Аву
«В обсерваторії Аву» (англ. In the Avu Observatory) — оповідання Герберта Веллса, вперше опубліковане 1894 року в Pall Mall Budget.

## Сюжет
Вчений Вудгауз, помічник головного спостерігача обсерваторії, розташованої на горі Аву острова Борнео, вночі спостерігає за зорями. Після годин спостережень він чує удари об купол і розуміє, що в обсерваторію проникла якась тварина. Він намагається запалити сірник, щоб розгледіти її, але тварина нападає на нього. Вудгауз відбивається за допомогою розбитої пляшки. Істота тікає, а Вудгауз непритомніє.
Зранку його знаходить головний спостерігач і слуги. Вудгауз описує істоту схожою на великого кажана. Головний спостерігач каже йому, що місцеві жителі називають її Великий Колуго, і зазвичай істота не нападає на людей. В кінці оповідання Вудгауз, роблячи висновок з усього, що сталося, промовляє (трохи перефразовано, звертаючись при цьому до колеги) цитату з твору Вільяма Шекспіра «Гамлет»: «Чимало є, Гораціо, у світі, що неспроможна мудрість осягнути».